# 推特文件
Twitter文件是Twitter公司放出的内部文件，这些文件包括截图、电子邮件和聊天日志。这些文件于2022年12月由推特首席执行官埃隆·马斯克提供给记者马特·泰比、巴里·魏斯、李方以及作者迈克尔·谢伦伯格和大卫·茨威格，通过他们公之于众。马斯克在當年早些时候以440亿美元的价格收购推特，并于同年10月27日接任首席执行官。向公众展示这些内部文件的目的是批评马斯克前任们、审查公司过去所进行的内容审核，并揭露声称的存于内容审核中的偏见和政府施加的影响。
与这些人分享内部文件的决定是在公司大规模裁员的情况下做出的，被裁团队包括内容审核团队。泰比 和魏斯与推特管理层相互配合发布文件，将文件的详细信息以推特串文（对贴文的连续回复）的形式发出。 
第一部分由泰比于2022年12月2日发布，描述了泰比所说的推特就2020年10月《纽约邮报》关于亨特·拜登笔记本电脑争议的一篇文章以及其他一些内容的所进行审议过程的要素。 泰比在推特上说，联邦调查局就外国黑客和泄密事件向推特发出了“一般性”警告，但释出的推特文件则写道“没有证据...任何政府参与电脑争议事件”。泰比也说到没有共和党人曾要求推特压制争议事件。   第二部分文件由魏斯于12月8日发布，涉及到马斯克以及其他人所描述的对某些用户的影子禁令，这种禁令被之前的 推特管理层称为“可见性过滤”。推特在2018年宣布了一项新政策用以限制表现出“类似喷子行为”的账户，这类似于马斯克新宣布的旨在限制消极情绪传播的“freedom of speech doesn't mean freedom of reach”政策。 
第三部分由泰比于12月9日发布，重点提及在对特朗普推特账号采取封禁期间所发生的事件。第四部分由谢伦伯格于12月10日发布，涵盖了推特员工对发生于2021年年初的美国国会大厦袭击事件的反应，以及推特内部关于如何缓和袭击事件支持者的推文的争议。魏斯于12月12日所发布的第五部分文件介绍了推特员工如何影响到推特所作出的对于禁止特朗普使用推特的决定。泰比于12月16日发布的第六部分文件描述了美国联邦调查局如何联系推特以及建议后者对一些涉嫌传播选举虚假信息的账户采取行动。 在12月19日发布的第七部分文件中，谢伦伯格声称美国联邦调查局和情报圈与推特雇员合作，以审核评估《纽约邮报》关于亨特·拜登笔记本电脑的报道。 
这些文件发布引发了关于黑名单性质的讨论，寻求国会调查，呼吁公布所有文件以确保公开透明，呼吁改进推特的内容审核政策。
这种分期发布文件的方式饱受诟病，其中包括夸大了文件的影响、忽略了上下文的关系、完全的胡编乱造、部分报道、结论导致了反诉，并且被左派主流媒体认为是社交媒体经理们使用他们的平台来为党派站台

## 背景
推特于2006年上线，2012年用户规模超过1亿。 其他平台一样，推特着手开发内容审核系统以应对网络喷子、网络暴力以及非法或令人毛骨悚然的内容等问题。 内容审核通常具有挑战性，需要维护对于一个开放平台移除掉有问题内容的需求和用户之间的平衡。 然而在推特巨大的用户规模下，这个问题变得特别困难 内容审核的内部运作因其细节易被操控而不为公众所熟知。 仇恨言论以及虚假信息或错误信息在重要的事件进行期间激增，例如选举。 推特以及其他的社交媒体被俄罗斯利用来在2016年美国总统大选期间为特朗普竞选宣传造势。 推特在2016年中寻求被收购，但没有找到买主，一些财经媒体推测推特对内容审核推进不力导致其生态变得有害。 
社交媒体试图通过采取适度行动来防止未来被利用。 推特在政治饱受有争议的决定包括，在2020年总统选举期间以不得分发被黑客所窃取的材料为由压制《纽约邮报》关于亨特·拜登笔记本电脑争议事件报道、以及永久停用唐纳德·特朗普的帖子，给出的理由则是国会大厦袭击事件存在煽动暴力的风险。美国保守派认为推特对他们有偏见，并将此类压制行动视为明证，尽管2021年基于推特数据进行的一项研究发现，在包括美国在内的大多数接受调查的国家/地区，其算法偏向右翼而非左翼。

## 内容
泰比在他的序言中写道，推特文件讲述了一个“关于人造机制的科学怪人故事”——“世界上最大、最具影响力的社交媒体平台之一”——“脱离了其设计者的控制”。 泰比写道，这些文件以及对“多名现任和前任高级管理人员的”的表现评估说明，尽管收到并遵从了来自两个政党的外部关于内容审核的要求，但绝大多数的左翼雇员反而促成了对于左倾的偏见。

### 纽约邮报报道的内容审核

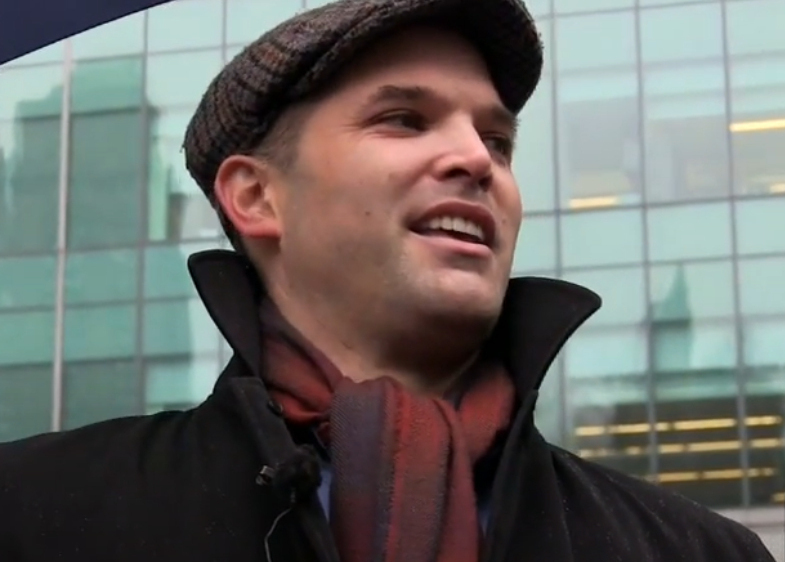
记者马特·泰比 (Matt Taibbi) 发布了第一批文件

2020 年美国总统大选期间， 《纽约邮报》刊登了一篇关于时任总统候选人乔·拜登之子亨特·拜登笔记本电脑的报道。推特与Facebook一起实施了阻止分享该报道的措施，并且推特进一步暂时锁定了纽约邮报和白宫新闻秘书凱萊·麥肯阿尼的账户，理由是违反了其禁止发布被黑客所窃取内容的规定。  《华盛顿邮报》补充说，这是这家公司为打击虚假信息活动而进行的演习结果，其中包括可能存在的“黑客和泄密”情况，其性质与俄罗斯干预 2016 年美国大选期间发生的情况类似。这一决定引起了时任总统特朗普和保守派的强烈抗议，他们认为这是出于政治目的。 时任信任和安全负责人Yoel Roth后来承认，审查纽约邮报的报道是一个“错误”。
2022年12月2日，泰比发布了第一部分的文件，其中穿插了推特内部的电子邮件和他自己所作报告。马斯克在先前发布的积累与泰比发布的内容低重要性不成比例。尽管如此，泰比的选择分期分布的方式还是吸引了成千上万的转发。一些文件描述了推特关于决定审查该篇报道的内部磋商，而其他文件则包含有关推特如何处理应2020年拜登竞选团队和特朗普政府的要求而标记的推文。他还分享了加州民主党人Ro Khanna和时任推特法律负责人Vijaya Gadde之间的通信，其中 Khanna 警告审查制度将可能导致言论自由受到影响以及政治反弹。 

### 可见性过滤
推特通过内部被称为“可见性过滤”的条例来对推文排名以及限制账户可被访问性。这是针对违反推特规定但不足以封禁账号的账户。 时任 CEO 的杰克·多尔西 (Jack Dorsey) 于 2018 年宣布了该条例，目的是通过识别更有可能破坏对话而不是有促成对话的账号来保持对话的“健康”。 这种做法是该网站服务条款的一部分，也是编写于2018年的FAQ主题内容。  Twitter 将此与，即“除了发布内容的人之外，其他人都无法发现内容”的影子禁止（shadow banning）区分开来。 

### 袭击国会大厦和唐纳德·特朗普账户被封禁
乔·拜登赢得2020年美国总统大选之后，时任总统唐纳德·特朗普采取了前所未有的努力来推翻选举结果，最终导致美国国会大厦遭到袭击，此次袭击被广泛地描述为未遂政变。 袭击发生两天后，即2021年1 月8日，特朗普发布了两条推文：一条推文称赞他的选民，称他们为“美国爱国者”，他们将“不会以任何方式、形式受到不尊重或不公平对待！！！”另一个表示他不会参加乔·拜登的就职典礼。  推特当天永久封禁了特朗普的账号，称这两条推文违反了“美化暴力”的政策。特朗普试图通过使用@POTUS 账户和他的竞选账户@TeamTrump来规避，但两个账号均被暂停了。  2021年1月14日，时任 CEO 的杰克·多尔西 (Jack Dorsey) 为暂停账号做出解释，但表示这“开创了一个我认为很危险的先例”。 

### FBI与Twitter信任与安全团队的沟通
第六部分由马特·泰比（Matt Taibbi）于2022年12月16日发布，其中描述了FBI如何向Twitter的信任与安全团队报告多个涉嫌传播选举错误信息的账户。根据泰比的说法，许多被提及地账户都有少量粉丝，并且发布的推文看似讽刺，例如名为克莱尔·福斯特 (Claire Foster) 的账号发推文说：“我是我所在州的一名计票员。如果你不戴口罩，我就不会计算你的选票。 #safetyfirst”和“对于这篇文章的每一条负面评论，我都在为民主党投另一票”。他还报告说，Twitter 并不总是对FBI标记的推文和帐户采取行动。泰比写道，由于与FBI的来往电子邮件和会议比较频繁，一名高级职员将公司与 FBI 的关系称为“政府与行业同步”。 

### 与美国政府的关系
以下两部分涉及 Twitter 与美国各政府机构和部门的关系。 Lee Fang于2022年12月20日发布的第八批报告显示，Twitter诚信团队将来自美国中央司令部(CENTCOM) 的账户列入白名单，该账户曾在也门、叙利亚和科威特等国家开展在线影响宣传活动。  泰比的第九批“推特文件”则提及美国中央情报局和联邦调查局涉嫌参与推特内容审核。 

### 审核涉及COVID-19内容
第十批文件由大卫·茨威格 (David Zweig) 于2022年12月26日发布，声称美国政府参与了对 Twitter 上涉及COVID-19内容的审核。 

## 反应
美国有线电视新闻网采访了六名技术主管和高级管理人员，以及多名熟悉此事的联邦官员，他们都表示，联邦调查局没有给推特任何指示来压制亨特·拜登笔记本电脑事件的报道。 

### 政客
在泰比首次公开文件之后，前特朗普白宫官员和媒体人塞巴斯蒂安戈尔卡说，“到目前为止，我深感不知所措。”他不同意宪法第一修正案被违反。 在接受福克斯新闻采访时，共和党众议院少数党领袖凯文·麦卡锡为泰比的报道辩护，并称马斯克的批评者“试图诋毁一个说真话的人”。 共和党众议院代表劳伦·博伯特说：“我们认为 Twitter 是一个腐败的污水池。我们从来不知道情况会这么糟糕。” 

### 联邦调查局
2022 年12月21日，FBI 回应了 Twitter 文件中针对他们的指控，发表以下声明： 
The correspondence between the FBI and Twitter show nothing more than examples of our traditional, longstanding and ongoing federal government and private sector engagements, which involve numerous companies over multiple sectors and industries. As evidenced in the correspondence, the FBI provides critical information to the private sector in an effort to allow them to protect themselves and their customers. The men and women of the FBI work every day to protect the American public. It is unfortunate that conspiracy theorists and others are feeding the American public misinformation with the sole purpose of attempting to discredit the agency.
一名卷入争议的联邦调查局特工在宣誓证词中表示，FBI没有就关于亨特·拜登笔记本电脑的事件的报道向推特发出指示。一位帮助领导FBI与社交媒体公司合作的前特工说，“我们永远不会去一家公司并说你需要压制这条报道。” 

### 法律学者
第一修正案联盟法律总监戴维·洛伊表示，推特可以自由决定允许在其平台上发布哪些内容，拜登竞选团队和特朗普政府都可以提出内容建议。 

### 隐私和安全
泰比因未从已发布的屏幕截图中隐去电子邮件地址而受到批评； 推特前信任与安全负责人约尔·罗斯（Yoel Roth） 称其为“根本无法接受”，而马斯克承认电子邮件地址应该被删除。 尽管马斯克在罗斯受雇于推特期间支持罗斯，但在罗斯辞职后，马斯克开始公开批评罗斯，指其为虚假指控的推文背书。这包括指控他对儿童进行性化，CNN 的多尼·奥沙利文 ( Donie O'Sullivan ) 称这是“阴谋论者用来线上攻击人的常用比喻”。罗斯随后面临一波严重到足以让他逃离住家的暴力威胁。 马斯克指示他的新任信任与安全主管艾拉·欧文 (Ella Irwin) 将用户帐户内部视角的屏幕截图提供给韦斯，并由她在网上发布。 屏幕截图的发布以及马斯克关于写手们将可不受限制地访问这些文件的声明引发了人们的担忧，即人们可能会违反推特与联邦贸易委员会之间的 2022 隐私协议来访问敏感的用户数据。  2022年12月10日，马斯克威胁要起诉任何向媒体泄露信息的推特员工，尽管他声称自己是“言论自由绝对主义者”，并向自己选定的记者发布了内部消息和电子邮件。这种威胁发送给全体员工，推特员工需承诺签署表示他们理解。  

### 前推特员工
推特前首席执行官兼联合创始人杰克·多尔西敦促马斯克立即“不经过滤”地发布所有内部文件，包括推特所有的关于当前和未来内容审核行动的讨论。 多尔西后来批评马斯克只允许特定人员访问内部文件，建议这些文件以“维基解密”的方式公之于众，以便有“更多的视角和诠释”。多尔西承认推特“犯过错误”，但表示他相信公司“没有恶意或秘密的议程”。他还谴责了针对前推特员工的骚扰活动，称这是“危险的”并且“没有解决任何问题”。 

### 记者
在第一批文件发布后，许多科技记者写道，所公布的证据并不能说明，推特政策团队除了做一个艰难的决定外，并不能解决问题。 
《福布斯》杂志报道了泰比关于《纽约邮报》报道的帖子，称“推特工作人员采取‘非常措施’压制了 2020年10月《纽约邮报》的一篇报道”，但又表明“政府没有参与笔记本电脑的报道”，这与声称的联邦调查局参与压制报道的阴谋论大相径庭。  MSNBC 的迈赫迪·哈桑批评泰比为马斯克进行公关；泰比回应称，有多少批评他的人“曾在联邦调查局、中央情报局、五角大楼和白宫为匿名消息源做过报道。” 

### 评论员
《纽约邮报》的专栏作家米兰达·迪瓦恩 ( Miranda Devine ) 是最早撰写有关笔记本电脑的文章之一，她告诉福克斯新闻 (Fox News) 主持人塔克·卡尔森 (Tucker Carlson) ，关于这篇报道的目的并不是“我们所希望的确凿证据”。她后来批评CBS 新闻、 ABC 新闻和NBC 新闻没有报道这些文件，称其为“可耻的”，并称华盛顿邮报和纽约时报对马斯克的负面报道“对左派媒体的无视和抹黑”。   《国家评论》的吉姆·杰拉蒂(Jim Geraghty) 写道：“这些文件描绘了一个社交媒体公司管理层单方面企图决定让公众远离突发新闻，而不是让人们根据报道得出自己的结论的丑陋形象。” 